# フーベルト・ザウパー
フーベルト・ザウパー（Hubert Sauper、1966年 - ）は、オーストリア・チロル地方出身の映画監督。

## 略歴
ウィーンとフランスの大学で映画制作を学ぶ。2004年にアフリカのビクトリア湖のナイルパーチを巡るドキュメンタリー映画『ダーウィンの悪夢』を制作。
2005年、東京外国語大学で、国際協力にかかわるグループワークなどに参加している。現在フランスに住み、アメリカ、ヨーロッパで映画制作を教えている。

## 作品
- Lake Victoria (2005) ドキュメンタリー
- ダーウィンの悪夢 (2004) ドキュメンタリー
- Alone With Our Stories (2000) ドキュメンタリー
- Kisangani Diary / Loin du Rwanda (Far From Rwanda) (1998) ドキュメンタリー
- Lomographer's Moscow (1995) ドキュメンタリー
- So I Sleepwalk In Broad Daylight (1994)
- On the Road With Emil (1993) ドキュメンタリー